# Penamacor
Penamacor (pɨnɐmɐ'koɾ) è un comune portoghese di 6 658 abitanti situato nel distretto di Castelo Branco.

## Società

### Evoluzione demografica
| Popolazione di Penamacor (1801 – 2004) | Popolazione di Penamacor (1801 – 2004) | Popolazione di Penamacor (1801 – 2004) | Popolazione di Penamacor (1801 – 2004) | Popolazione di Penamacor (1801 – 2004) | Popolazione di Penamacor (1801 – 2004) | Popolazione di Penamacor (1801 – 2004) | Popolazione di Penamacor (1801 – 2004) | Popolazione di Penamacor (1801 – 2004) |
| -------------------------------------- | -------------------------------------- | -------------------------------------- | -------------------------------------- | -------------------------------------- | -------------------------------------- | -------------------------------------- | -------------------------------------- | -------------------------------------- |
| 1801                                   | 1849                                   | 1900                                   | 1930                                   | 1960                                   | 1981                                   | 1991                                   | 2001                                   | 2004                                   |
| 5 259                                  | 7 498                                  | 13 179                                 | 15 724                                 | 16 659                                 | 9 524                                  | 8 115                                  | 6 658                                  | 6 160                                  |

## Freguesias
- Águas
- Aldeia de João Pires
- Aldeia do Bispo
- Aranhas
- Bemposta
- Benquerença
- Meimão
- Meimoa
- Pedrógão de São Pedro
- Penamacor
- Salvador
- Vale da Senhora da Póvoa